# Капка-Таш
Капка-Таш (Капкаташ, кирг. Капка-Таш) — горное завальное озеро в Кыргызстане, в Тянь-Шане. Высота над уровнем моря 2303 метров. Относится к Ферганскому хребту. Расположено в Токтогульском районе Джалал-Абадской области, между хребтами Тахталык (на северо-востоке) и Кен-Кель (Кенколь, на юго-западе), в верховьях реки Кара-Суу, левого притока Нарына (бассейн Сырдарьи), впадающей в Нарын у Кара-Куля. В озеро впадает река одноимённая река. Сток в озеро Кара-Суу, расположенное на высоте 2022 метров, примерно в 60 километрах от Кара-Куля.
Капкаташ — тюркский топоним, означает «каменные ворота».
Озёра Кара-Суу и Капка-Таш образованы завалами.